# 倉村站
倉村站（朝鲜语：창촌역；）曾为朝鲜铁路殷栗線上的一个车站，位于黄海南道信川郡，废止时间不明。

## 历史
- 1922年10月15日，落成使用。